# Institut d’études politiques de Saint-Germain-en-Laye
Sciences Po Saint-Germain-en-Laye, früher vor allem bekannt als Institut d’Études Politiques de Saint-Germain-en-Laye (IEP de Saint-Germain-en-Laye) (deutsch Saint-Germain-en-Laye Institut für politische Studien), oder schlicht Sciences Po Saint-Germain-en-Laye genannt, ist eine Grande école im Saint-Germain-en-Laye.
Es befindet sich auf dem Universitätscampus von Saint-Germain-en-Laye, acht Kilometer entfernt vom Zentrum von Paris und ist institutionell mit der Universität Versailles verbunden. Es ist eins von insgesamt zehn Instituts d’études politiques in Frankreich.

## Präsidenten
- Seit 2013: Céline Braconnier